# 3-硝基邻苯二甲酸
3-硝基邻苯二甲酸是一种有机化合物，可以和金属形成盐，也是合成鲁米诺的前体。

## 制备
3-硝基邻苯二甲酸可由3-硝基邻二甲苯和硝酸硝化反应制备。也能通过邻苯二甲酸酐和混酸的反应得到。

## 应用
3-硝基邻苯二甲酸可以作为中间体，合成药物。